# 浈州
浈州，中国唐朝时设置的州。
贞观八年（634年）改南绥州置，治所在四会县（今广东省四会市）。贞观十三年（639年）废。 